# Poedit
Poedit (abans poEdit) és un editor lliure, obert i multiplataforma de catàlegs de Gettext utilitzats en el procés de localització.
Aquest està construït amb les wxWidgets i sota la llicència de la MIT.